# Montserrat Venturós i Villalba
Montserrat Venturós i Villalba   (Berga, 1985) és una política i activista catalana, que va ser alcaldessa de Berga del 2015 al 2021.

## Biografia
Amb estudis de dret, Venturós ha treballat a la botiga familiar, la Casa Madriles de Berga, i és membre del consell de redacció del diari L'Accent. Des del 2000 és militant del Casal Panxo, i està estretament vinculada a moviments de recuperació de la memòria històrica i col·labora en la Lliga dels Drets dels Pobles en defensa de Txetxènia i el Caucas del Nord.
El 4 de novembre del 2016 els Mossos d'Esquadra la van detenir per negar-se a declarar sobre el fet d'haver-se negat en dues ocasions a declarar per no despenjar l'estelada de l'Ajuntament. L'1 de març del 2017 la causa fou arxivada. El setembre del 2018 va ser nominada al Premi a la Desobediència del MIT de Boston per la seva negativa a treure l'estelada de l'Ajuntament.
A les eleccions municipals de 2019, Montse Venturós revalidà l'alcaldia, després de la pena d'inhabilitació de sis mesos per desobediència, tot millorant els resultats respecte els comicis anteriors.
El juliol del 2021 Venturós va anunciar que deixava la batllia a causa d'una depressió que l'havia feta estar de baixa des del febrer d'aquell any. Des de llavors, el primer tinent batlle, Ivan Sànchez, havia ocupat la batllia accidental.